# Rhus punjabensis
Rhus punjabensis är en sumakväxtart som beskrevs av Stewart in Brandis. Rhus punjabensis ingår i släktet sumaker, och familjen sumakväxter.

## Underarter
Arten delas in i följande underarter:
- R. p. pilosa
- R. p. sinica